# Paffrather Kalkterrasse
Die Paffrather Kalkterrasse ist eine kleinteilige naturräumliche Einheit mit der Ordnungsnummer 550.031 und gehört zu der übergeordneten naturräumlichen Haupteinheit 550.0 (Wahner Heide). Sie liegt im Wesentlichen auf dem Stadtgebiet von Bergisch Gladbach, reicht im Norden bis Voiswinkel, im Süden bis in den Königsforst südlich von Lustheide, im Westen wird das Bergisch Gladbacher Stadtgebiet zerschnitten und im Osten ist in Dellbrück die Grenze. Die Paffrather Kalkterrasse liegt am östlichen Rand der Bergischen Heideterrasse und grenzt markant im Osten an die benachbarte Einheit, die Paffrather Kalkmulde als Teil der Bergischen Hochflächen.
Die Paffrather Kalkterrasse ist geprägt durch devonische Kalksteine und deren Korrosionsformen. Das Oberflächenbild ist bestimmt von tertiären, sandigen und tonigen Sedimenten sowie Schottern der Hauptterrasse mit teilweise dünnen Flugsanddecken. Anthropogene Zwergstrauchheiden dominieren die Fauna.